# Liste der Monuments historiques in Delouze-Rosières
Die Liste der Monuments historiques in Delouze-Rosières führt die Monuments historiques in der französischen Gemeinde Delouze-Rosières auf.

## Liste der Objekte
| Bezeichnung     | Beschreibung | Standort                                            | Kennzeichnung | Schutzstatus | Datum | Bild |
| --------------- | --- | --------------------------------------------------- | ------------- | ------------ | ----- | ---- |
| Glocke          | Bronze, Holz, 18. Jahrhundert | Rosières-en-Blois, in der Kirche St-Génébaud (Lage) | PM55002263    | Inscrit      | 1987  |      |
| Ziborium (1)    | Silber, um 1776 | Rosières-en-Blois, in der Kirche St-Génébaud (Lage) | PM55002265    | Inscrit      | 2000  |      |
| Patene          | Silber, vergoldet, um 1784 | Rosières-en-Blois, in der Kirche St-Génébaud (Lage) | PM55000962    | Classé       | 1993  |      |
| Grüner Ornat    | Kasel, Stola, Manipel, Kelchvelum, Palla und Bursa; Stoff, bestickt, 19. Jahrhundert; im Centre départemental d’art sacré in Saint-Mihiel deponiert | Rosières-en-Blois, in der Kirche St-Génébaud (Lage) | PM55002266    | Inscrit      | 2000  |      |
| Ziborium (2)    | Silber, 1789; im Centre départemental d’art sacré in Saint-Mihiel deponiert                                                                         | Delouze, in der Kirche St-Pierre (Lage)             | PM55001807    | Inscrit      | 2001  |      |
| Bodenbelag      | 58 Fliesen, 15. und 16. Jahrhundert | Rosières-en-Blois, in der Kirche St-Génébaud (Lage) | PM55000963    | Classé       | 1993  |      |
| 21 Kirchenbänke | Eichenholz, 18. Jahrhundert | Rosières-en-Blois, in der Kirche St-Génébaud (Lage) | PM55002264    | Inscrit      | 2001  |      |